# ラジオRewrite 月刊テラ・風祭学院支局
『ラジオRewrite 月刊テラ・風祭学院支局』（ラジオリライト げっかんテラ・かざまつりがくいんしきょく）は、ゲームブランドKeyの作品『Rewrite』のラジオ番組である。2011年5月から2012年9月までHiBiKi Radio Stationと音泉で配信されていた。
RewriteのTVアニメ化に伴い、2016年7月から2017年6月まで『TVアニメ「Rewrite」ラジオ 月刊テラ・風祭学院支局』として配信された。ニコニコ生放送で配信後に1日遅れで上記2サイトで配信、TVアニメ終了後はニコ生での放送を終了、HiBiKi Radio Stationと音泉で隔週で配信していた。
タイトル上は月刊テラとなっているが第1期・第2期共に毎週（隔週）配信である。

## 番組概要
ラジオRewrite 月刊テラ・風祭学院支局
- 配信期間：2011年（平成23年）5月27日 - 2012年（平成24年）9月28日
- 配信サイト（配信日）：:音泉、HiBiKi Radio Station（毎週金曜日配信）
- パーソナリティ：

森田成一（天王寺瑚太朗 役）-第46回欠席、第61回欠席

斎藤千和（神戸小鳥 役）-第45回、第60回欠席
なお、本放送とは別に2011年6月24日発売の ゲームRewriteの初回特典録り下ろしCDに第0回が収録されている。
TVアニメ「Rewrite」ラジオ 月刊テラ・風祭学院支局
- 配信期間：2016年（平成28年）7月3日 - 2017年（平成29年）6月19日
- 配信サイト（配信日）：:ニコニコ生放送（第13回まで毎週日曜日22：30[1]）、音泉、HiBiKi Radio Station（翌日月曜日配信、第14回から隔週月曜日配信）
- パーソナリティ：

森田成一（天王寺瑚太朗 役）

斎藤千和（神戸小鳥 役）
ニコニコ生放送ではTVアニメ「Rewrite」振り返り上映会の直後に配信されている。そのためTVアニメ最新回を見ていること前提の内容となっている。

## コーナー
以下、ラジオRewriteを1期。「Rewrite」ラジオを2期と表記。2期は1期の人気コーナーを中心に放送している。
オカ研ブログ（1期・2期共通）
他番組での「ふつおた」にあたるコーナー
Rewrite（1期・2期共通）
リスナーが「書き換えたい」(トラウマのような)エピソードを送るコーナー。
エピソードをリライトすると共に、ペンネームもよく変えられている。
オカルト研究会（1期・2期共通）
リスナーが目撃、もしくは噂で聞いた完全にオリジナルのUMAを取り上げるコーナー。
2期は紹介後に格付けをしている。
シモネタなどもあるが、本当に怖い話も送られてきている。
小鳥のガーデニング講座
パーソナリティの二人が植物を植え、その経過を見ていくコーナーだったが、枯らしてしまったため、現在はリスナーが育てている木に名前を付けてもらい、その経過を報告して貰っている。
デュエル
リスナーから送られてきたゲームで対戦をするコーナー。
吉野晴彦（1期・2期共通）
リスナーからギグ、厨二病的な言葉を送って貰い、それを森田がランダムで選び続けて読んでいくコーナー。
最後に斎藤により採点が行われる。
千和のモノマネ講座（1期・2期共通）
リスナーから送られてきたモノマネを斎藤がやるコーナー。
ムチャぶり的なものを見事に表現している。
斎藤がゲーム中でモノマネをしていた事に由来する。第0回から募集。
瑚太朗のワード集
森田がゲームRewrite本編中でボイスの入っていない部分の瑚太朗のセリフを演じるコーナー。
森田さんの名前
森田が最初の挨拶で名乗る名前を募集するコーナー。
初期は森田が考えていたが、途中から募集するようになった。
森田一
男子が妄想している厨二病的物語を募集するコーナー。第60回から募集。
斎藤一
森田一のコーナーに対抗して、リアリストがいかに夢を見ず、妄想せず生きているかを送ってもらうコーナー
Harvest festa！のセリフを考えよう(第61回にて終了)
「Rewrite　ハーヴェストフェスタ」に登場する瑚太郎と小鳥のセリフを投稿するコーナー。
瑚太朗「付きだ、好きあってくださいっ！」
　小鳥「A」
瑚太朗「マジで？」
　小鳥「B」

上記の「A」「B」の部分を埋める形で投稿する。
アニメRewrite感想戦（2期から）
アニメ本編の感想・考察・質問を紹介する。

## エピソード
- 第3回にて、マンションの契約書に「千和」を「チチロ」と書いてしまったエピソードを語ったため、以後斎藤の事を「チチロ」と書いてくる投稿メールが来るようになった。
- 第6回にて、ゲーム発売日に秋葉原ゲーマーズへパーソナリティ二人がゲームを買いに行く外ロケが行われた。
- 第13回にて、ゲームRewriteの企画原案・原画の樋上いたるから非常に丁寧な応援メッセージが届いた事により、今までのラジオを振り返り美しいラジオをしようという事になり、第20回にて「ラジオ 美write 月刊テラ・風祭学院支局」が行われた。この回ではスタジオ内にバラとワインが持ち込まれ、非常に美しいラジオが行われた。
- 第28回の「オカルト研究会」のコーナーで、森田がUFOを呼ぶ呪文「ベントラー」を「エンペラー」と言ってしまい、後日の放送で訂正の投稿が多数来ていた。その後、第31回にて森田が斎藤に対しての挨拶である「こんにちわちわ」に対抗して、森田に対する挨拶を募集した際に、リスナーより「エンペラー」を挨拶代わりにする投稿があり、それを採用しあいさつとなった。
- 第37回にて、おっぱいカップの呼び方を募集した際に、斎藤のバストサイズがBカップ(自称E)であることが発覚。また、この時に調子がいい時は一週間程度Cだったとも語っている。
- 森田の「あまりに内容が酷すぎる」との提案から、第40回にてコーナーと内容の検討を行うために「管理委員会」が行われたが、すべて現状維持となった。

### 都乃河事件
ラジオ第14回で斎藤が出席した「Rewrite発売記念パーティー」の内容を語った。
そのパーティ内にて斎藤が都乃河勇人を田中ロミオと勘違いしていた事が発覚する。
ラジオ内でゲーム収録時のエピソードを語る際に、ずっと勘違いしたまま語っていたため、パーティー内で斎藤は深く謝罪をした。都乃河もラジオを聞き勘違いしていた事に気づいていたが、快く許した。
ラジオ内でも今までの間違いを訂正し謝罪するため第14回のRewriteのコーナーにて、このエピソードを話した。
ラジオ第21回にて、都乃河勇人がゲストに来たため、斎藤が今まで田中ロミオと勘違いしていた事を再度謝罪した。この回では、斎藤は都乃河の事を「神様」(以後都乃河の事をそう呼び続けている)と呼び、非常に気を使っていた。最終的にはラジオ内でも都乃河が許す事を明言し終息した。

### かんべ事件
- 第53回にて、ゲームRewrite Harvest festa!の収録で「神戸小鳥」（か↑んべ　ことり）のアクセントが間違っている事を指摘され気づいた斎藤が第53回にてそのエピソードを話した。ラジオ冒頭で名乗っている斎藤の「神戸小鳥」役と名乗っており1年以上間違え続けていた事になる。以後、間違えないために3回間違えたら罰ゲームとして、内容をリスナーに募集した結果「風船を膨らませる」というものになった。

### 新かんべ事件
- ラジオ第1期配信終了からブランクがあったためか、ラジオ第1期CD最終巻の録り下ろし、また、KSL Live World 2016で頒布されたパンフレット付属のラジオCD等で、斎藤による「かんべ」のアクセントはボーダーレスな怪しい感じになっていった。この間に、斎藤の中で再び誤ったアクセントが定着したものと見られる。
- こうした事情があったにもかかわらず、久々に小鳥を演じることになったアニメ収録現場で再びアクセントを（か↑んべ）に直されたことに斎藤は憤り、ラジオ第2期初回では、これまで吊し上げられた分も含めて不満を爆発させた（「お菓子持って来てくれたら許すぜ」とのことであった）。しかし、リスナーの多くは斎藤が自身の記憶を改竄したことに気づいていたようで、この点を指摘するメールが多数番組に届いたという。第3回ではこれまでの経緯を説明したメールを斎藤自らが紹介し全面的に謝罪した。（なお「新かんべ事件」とは斎藤による命名であるが、「かんべもかんべもかんべだもんね」とのことである）。

## 配信リスト

### 通常配信
| 放送回 | 配信開始日 | 森田さん的な方の名前                                 | 千和のモノマネ講座 | 備考                                                          |
| ------ | ---------- | ---------------------------------------------------- | --- | ------------------------------------------------------------- |
| 第00回 | 2011/6/24  |                                                      | 森田成一の中学時代の英語の先生「ツカチョ」 ちびもす | ゲームRewriteの初回特典CD                                     |
| 第01回 | 2011/5/27  |                                                      | | エア銃撃戦初登場                                              |
| 第02回 | 2011/6/3   |                                                      | |                                                               |
| 第03回 | 2011/6/10  |                                                      | ケイン・コスギのモノマネで「これで君も、パーフェクトボディ 」 |                                                               |
| 第04回 | 2011/6/17  |                                                      | |                                                               |
| 第05回 | 2011/6/24  |                                                      | |                                                               |
| 第06回 | 2011/7/1   |                                                      | | ゲーム発売記念 AKIHABARAゲーマーズ外ロケ                      |
| 第07回 | 2011/7/8   |                                                      | |                                                               |
| 第08回 | 2011/7/15  |                                                      | 英語の前島先生 |                                                               |
| 第09回 | 2011/7/22  | 産業広告募集中                                       | ダルシム |                                                               |
| 第10回 | 2011/7/29  |                                                      | 山田花子さんの『汗ばむわ～』（森田さんモノマネ回） |                                                               |
| 第11回 | 2011/8/5   | ジョセフ                                             | 数学の大峰先生 |                                                               |
| 第12回 | 2011/8/12  | ラポンシェル                                         | ペンネーム『Erimo』さんの父親 |                                                               |
| 第13回 | 2011/8/19  | 犬62号                                               | ペンネーム『ガラクタ』さんの高校時代の英語の先生 |                                                               |
| 第14回 | 2011/8/26  | UDX太郎Theゴールディアス                             | 小鳥の声で稲川淳二さん | 斎藤が都乃河勇人を田中ロミオと勘違いしていたことが発覚        |
| 第15回 | 2011/9/2   | 全自動洗濯機                                         | マリーアントワネット |                                                               |
| 第16回 | 2011/9/9   | 通天閣作り男                                         | ペンネーム『ミシシッピ川の救世主』さんが中学時代に通っていた塾の会ったことのない塾長 |                                                               |
| 第17回 | 2011/9/16  | ソテツ                                               | 網戸 |                                                               |
| 第18回 | 2011/9/23  | ギックリなりそう                                     | 映画「コマンドー」に出演しているジョン・メイトリックス役のアーノルド・シュワルツェネッガーの名言 |                                                               |
| 第19回 | 2011/9/30  | 腰痛                                                 | ペンネーム『吉野愛好会会長』さんが中学の時に通っていた、塾の先生の高校時代の先輩 |                                                               |
| 第20回 | 2011/10/7  | タウンゼント・ハリス                                 | 夏が終わった後の風鈴 | ラジオ美write（ビライト）                                     |
| 第21回 | 2011/10/14 | 森田成一                                             | 鹿の鳴き声 | ゲスト:都乃河勇人 斎藤謝罪回 初のフリー素材「きゅいいいん！」 |
| 第22回 | 2011/10/21 | 森田成一                                             | ペンネーム『謎の男K』さんが昔学校の裏山で聞いたタケノコの叫び |                                                               |
| 第23回 | 2011/10/28 | コルチカム森田成一                                   | バドミントン部顧問のタナヤ先生 |                                                               |
| 第24回 | 2011/11/04 | 田中Zwei                                             | いじられている単三乾電池 |                                                               |
| 第25回 | 2011/11/11 | MIB調査員のクリス                                    | ペンネーム『恥ずかしいセリフ以下略』さんのウイニングイレブンをやっていてだんだん盛り上がっていく友人 |                                                               |
| 第26回 | 2011/11/18 | 魔法少女もりりん                                     | 舐められてだんだん溶けていく飴 |                                                               |
| 第27回 | 2011/11/25 | はぐれMAXファイブ                                    | 猛スピードで迫ってくるゴキブリから全速力で逃げてるコオロギの叫び |                                                               |
| 第28回 | 2011/12/02 | デュエルマスター・ドジー                             | 右手を骨折したプロレスラーがラーメンを食べて一言 |                                                               |
| 第29回 | 2011/12/09 | 斎藤千和非公式ファンクラブ「ちわーず」副会長         | 茹でられて貝殻がパカっとひらいていく憐れなアサリたち |                                                               |
| 第30回 | 2011/12/16 | アプリ                                               | 最後の一枚を使い切り、解体されているティッシュ箱 |                                                               |
| 第31回 | 2011/12/23 | カバンの中のイヤホン                                 | 十年後の斎藤千和さん |                                                               |
| 第32回 | 2011/12/30 | 乳神チチカズ                                         | いつも影ながら守っている左の下乳 | ラジオOPいと（オパイト）                                      |
| 第33回 | 2012/1/13  | 閏さん                                               | 地球上で初めて地上に上がった両生類 |                                                               |
| 第34回 | 2012/1/20  | エターナルドリーマー                                 | 斎藤千和さんの6歳下の弟 |                                                               |
| 第35回 | 2012/1/27  | キリッと眉毛                                         | 斎藤千和さんの父親と母親 |                                                               |
| 第36回 | 2012/2/3   | シュッとしてパッ                                     | シンガポールのマーライオンタワー |                                                               |
| 第37回 | 2012/2/10  | B・O・M推進委員長                                    | 色の変わる寸前の歩行者用信号機 |                                                               |
| 第38回 | 2012/2/17  | うなじくるぶしアバンチュール                         | 斎藤千和さんの8歳下の弟 |                                                               |
| 第39回 | 2012/2/24  | 焼肉のタレZWEI                                       | ストレートのもりっぺ（森田モノマネ回） |                                                               |
| 第40回 | 2012/3/2   | 警視庁特命係                                         | 斎藤家のマンボ | ラジオRewrite 月刊テラ・風祭学院支局 管理委員会 初公開録音    |
| 第41回 | 2012/3/9   | 佐藤千和                                             | リンカーンの父 |                                                               |
| 第42回 | 2012/3/16  | シャイニングスピア                                   | 網に引っかかったマンボウ |                                                               |
| 第43回 | 2012/3/23  | イタリア人の漁師ポメス                               | オバマのモノマネしながら溶けてゆく雪だるまの気持ち | ゲスト：都乃河勇人 樋上いたる                                 |
| 第44回 | 2012/3/30  | 輸入ボクサーの、サムキャット・チャチャイ・パンチョム | 雨の日の『考える人』 |                                                               |
| 第45回 | 2012/4/6   | 孤高の収穫者                                         | 叩かれる寸前の緊張感漲るだるま落とし（森田モノマネ回） | 斎藤欠席                                                      |
| 第46回 | 2012/4/13  | 森田欠席                                             | お休み | ラジオRewrite 月刊千和・風祭学院支局 (森田欠席)               |
| 第47回 | 2012/4/20  | インターナショナルトラベラー                         | 揚げられていく唐揚げ |                                                               |
| 第48回 | 2012/4/27  | Fk-02 Super Stomach Ache                             | 日めくりカレンダー『31日』 |                                                               |
| 第49回 | 2012/5/4   | モホロビチッチ不連続面                               | 水切りをされている最中の麺 |                                                               |
| 第50回 | 2012/5/11  | はぐれ刑事そのままリストラ                           | ひもから千切れて落ちていくストラップ（クリオネシャキーン） | クリュグ酔っぱらい回                                          |
| 第51回 | 2012/5/18  | なまはげ男爵                                         | タンスの角に足の小指をぶつけた時のタンス |                                                               |
| 第52回 | 2012/5/25  | ビーフストロガノフ4世                                | UMA『ニンゲン』 | ゲスト：都乃河勇人                                            |
| 第53回 | 2012/6/1   | カワサキKH400ライムグリーン最終型                    | 持ち主が傘を持ち歩かない所為で日に日に増えていくビニール傘たち | 神戸のアクセントが違う事が発覚                                |
| 第54回 | 2012/6/8   | 土下座流星群                                         | 土下座流星群 |                                                               |
| 第55回 | 2012/6/15  | えっちら、おっちら、ぱんちら                         | ・某名探偵の『あれれ～おかしいぞ～』 ・名古屋弁の藤塚先生 ・千和さんがベンチの上に寝ているおじさんのベンチ ・アンガールズ田中さん似のミチユキ先生 ・叩かれる寸前の緊張感漲るもちつき（パクリ） ・ラジオRewriteディレクター長田さん ・これからおっぱいになる、寄せて上げられてくる斎藤さんのお肉 |                                                               |
| 第56回 | 2012/6/22  | 君の瞳に産業革命                                     | 鳩に啄ばまれる輪ゴム |                                                               |
| 第57回 | 2012/6/29  | 森田成一                                             | 綺麗な斎藤千和さん |                                                               |
| 第58回 | 2012/7/6   | 忍者ハットリさん                                     | ・あなたのわたしの長田さん集！ ・斎藤千和さんの前世 |                                                               |
| 第59回 | 2012/7/13  | キャバクラ幕府                                       | 観葉植物のパキラ |                                                               |
| 第60回 | 2012/7/20  | 山開きを決定する人                                   | ライブでテンションが上がって、ヘドバンをしていたら、そこら辺に飛ばされて落ちた拍子に欠けてしまったメガネ」のモノマネをする斎藤千和(森田) | 斎藤欠席                                                      |
| 第61回 | 2012/7/27  | ラジオRewriteの女子力が高い方                        | お休み | 森田欠席                                                      |
| 第62回 | 2012/8/3   | 酒屋の兄ちゃん                                       | クールビズのため、しばらく放置されることになるネクタイ | ゲスト：都乃河勇人                                            |
| 第63回 | 2012/8/10  | 干からびたカエル                                     | 徐々に減っていく携帯のバッテリー | SCM-1（斎藤千和モノマネ-ワン グランプリ）                     |
| 第64回 | 2012/8/17  | 折り紙職人                                           | なぜか意味もないのに歯に咥えられる金メダル |                                                               |
| 第65回 | 2012/8/24  | なでかたJAPAN                                        | 地球から来た火星探査車を発見してしまった火星人 |                                                               |
| 第66回 | 2012/8/31  | クンズ・ホグレッツ                                   | キングとクイーンがイチャイチャしている場面に出くわしてしまったジャック |                                                               |
| 第67回 | 2012/9/7   | 徳川四十八代将軍、徳川家桃（とくがわ ぴいち）        | 沈む夕日 |                                                               |
| 第68回 | 2012/9/14  | 同情したうえ金をくれ！                               | たこ焼きに入れられる直前のタコ |                                                               |
| 第69回 | 2012/9/21  | ライオンヘアー                                       | キングとクイーンがイチャイチャしている場面に出くわしてしまったジャックから相談を受けた大臣 | ゲスト：都乃河勇人                                            |
| 第70回 | 2012/9/28  | 漢の夢(ロマン)の代弁者                               | ロマンチストの斎藤さん | 最終回 ゲスト：都乃河勇人                                     |

### CD特別版ラジオ
| vol.  | 発売日                     | 森田さんの名前               | 千和のモノマネ講座 | 備考                             |
| ----- | -------------------------- | ---------------------------- | --- | -------------------------------- |
| vol.1 | 2011/9/30                  | マグナム                     | ・ペンネーム『手のひらを太陽に透かしてみた』さんのお母さんの高校生の時の担任のパッチャムという渾名の先生（斎藤千和） ・川でシャケを捕っている熊（森田成一) ・物理の中原先生（朝樹りさ) | ゲスト:朝樹りさ(此花ルチア 役)   |
| vol.2 | 2012/1/27                  | 片付け忘れたクリスマスツリー | ・樹齢82年の赤松（斎藤千和) ・その側に生えているマツタケ（すずきけいこ) | ゲスト:すずきけいこ(中津静流 役) |
| vol.3 | 2012/6/13                  |                              | ・ちょっと敏感なiPad（斎藤千和) ・他のキーよりもかなり強く叩かれるエンターキー（柳田淳一)                                                                                              | ゲスト:柳田淳一(吉野晴彦 役)     |
| vol.4 | 2012/7/27                  | 森田成一                     | 溶けて落ちたアイスに群がる蟻（アイスの棒：森田,アイス:斎藤,蟻:篠宮) | ゲスト:篠宮沙弥(鳳ちはや 役)     |
| vol.5 | 2012/9/12 ※C82にて先行販売 |                              | | ゲスト:田中涼子(西九条灯花 役)   |

## CD
商品名
ラジオCD「ラジオRewrite 月刊テラ・風祭学院支局」
ラジオCDはディスク2枚組
Disc1は特別版ラジオを収録(AudioCD)
Disc2は過去の配信分をCD版にアレンジし、配信分に比べ高音質で収録(DataCD)
CDに付く帯のキャッチフレーズはラジオ内で募集したものが毎回使われている。
| Vol.  | 発売日    | 過去収録回      | 撮りおろし特別ゲスト      | 備考             |
| ----- | --------- | --------------- | ------------------------- | ---------------- |
| Vol.1 | 2011/9/30 | 第1回 - 第10回  | 朝樹りさ(此花ルチア 役)   |                  |
| Vol.2 | 2012/1/27 | 第11回 - 第20回 | すずきけいこ(中津静流 役) |                  |
| Vol.3 | 2012/6/13 | 第21回 - 第30回 | 柳田淳一(吉野晴彦 役)     |                  |
| Vol.4 | 2012/7/27 | 第31回 - 第40回 | 篠宮沙弥(鳳ちはや 役)     |                  |
| Vol.5 | 2012/9/12 | 第41回 - 第50回 | 田中涼子(西九条灯花 役)   | ※C82にて先行販売 |
| Vol.6 | 2013/1/30 | 第51回 - 第60回 | 渡邉佳美(井上晶 役)       | ※C83にて先行販売 |
| Vol.7 | 2013/8/28 | 第61回 - 第70回 | -                         | ※C84にて先行販売 |

商品名
DJCD「TVアニメ「Rewrite」ラジオ 月刊テラ・風祭学院支局」
| 発売日    | 備考 |
| --------- | --- |
| 2016/9/14 | 『【らじぷち】「TVアニメ「Rewrite」ラジオ 月刊テラ・風祭学院支局」アクリルキーホルダー』を同時購入で「運命を書き換える消しゴム」が特典として付与 |

商品名
ラジオCD「TVアニメ「Rewrite」ラジオ 月刊テラ・風祭学院支局」
| vol.  | 発売日    | 過去収録回     | 撮りおろし特別ゲスト    | 備考             |
| ----- | --------- | -------------- | ----------------------- | ---------------- |
| vol.1 | 2017/1/25 | 第1回 - 第16回 | 喜多村英梨(千里朱音 役) | ※C91にて先行販売 |